# Стоппард, Эд
Эд Сто́ппард (англ. Ed Stoppard; род. 16 сентября 1974, Лондон, Англия, Великобритания) — английский актёр театра, кино и телевидения.

## Биография
Эдмунд Стоппард родился 16 сентября 1974 года в Лондоне в еврейской семье. Его родители — Том Стоппард (род. 1937), известный драматург, сценарист и критик; и  Мириам Стоппард (род. 1937), врач, публицист-колумнистка и телеведущая. Окончил Эдинбургский университет по специальности «французский язык», затем Лондонскую академию музыкального и драматического искусства.
Эд не очень хорошо относится к тому, что его известность, отчасти, вызвана известной фамилией, поэтому обдумывает её смену на бывшую фамилию отца — Штраусслер.

### Личная жизнь
Жена — Эми, американский фотограф; трое дочерей: Эсме (р. 2004) и близнецы Мегги и Эви (р. 2006).

## Карьера

### Театр
- англ. English Touring Theatre — Венецианский купец; Гамлет
- англ. Chichester Festival Theatre — Чайка
- англ. Apollo Theatre — Стеклянный зверинец; Wit
- англ. Hampstead Theatre — On The Rocks
- англ. Duke of York's Theatre — Аркадия[5]

### Кино и телевидение
- 2000 — Вампирёныш / The Little Vampire — фон Сэквиль-Бэгг
- 2000—2001 — Охотники за древностями / Relic Hunter — Лорен Хэйлзан (в двух эпизодах)
- 2001 — Королева мечей / Queen of Swords — Рамирес, посол (в одном эпизоде)
- 2001 — Убийство в сознании / Murder in Mind — Джеймс Хилье (в одном эпизоде)
- 2002 — Пианист / The Pianist — Генрик
- 2003 — Феррари / Ferrari — альтер эго Энцо Феррари
- 2005 — Империя / Empire — Себастьян
- 2006 — Дивизия радости / Joy Division — Томас в зрелом возрасте
- 2006 — Древний Рим: Расцвет и падение империи / Ancient Rome: The Rise and Fall of an Empire — Джозеф (в одном эпизоде)
- 2007 — Инспектор Линли расследует / англ. The Inspector Lynley Mysteries — Конрад Маккаффри (в одном эпизоде)
- 2007 — Осколки / Fugitive Pieces — Бен
- 2007 — Чайковский: Успех и трагедия / Tchaikovsky: Fortune and Tragedy — Пётр Ильич Чайковский
- 2008 — Возвращение в Брайдсхед / Brideshead Revisited — Брайди Флит
- 2009 — Террор! Робеспьер и Французская революция / англ. Terror! Robespierre and the French Revolution — Эро
- 2010, 2012 — Вверх и вниз по лестнице / Upstairs Downstairs — Халлем Холланд, дипломат (в девяти эпизодах)
- 2010 — Моя ужасная няня 2 / Nanny McPhee and the Big Bang — лейтенант Эддис
- 2010 — Сердце всякого человека / Any Human Heart — Бен Липинг в зрелом возрасте (в четырёх эпизодах)
- 2011 — Детектив Дзен / Zen — Винченцо Фабри (в трёх эпизодах)
- 2011 — Человек, который перечеркнул Гитлера / англ. The Man Who Crossed Hitler — Ганс Литтен (англ. Hans Litten), адвокат
- 2012 — Москва 2017 / Branded — Миша Галкин, рекламный агент
- 2012 — Влюблённые / Belle du Seigneur — Эдриен
- 2013 — Безмолвный свидетель / Silent Witness — лорд Джеймс Эмблтон (в двух эпизодах)
- 2015 — Молодость / Youth - La giovinezza
- 2017 — н. в. — Падение Ордена / Knightfall — Филипп IV (король Франции) (в 10 эпизодах)

### Видеоигры
- 2010 — GoldenEye 007 / GoldenEye 007 — Димитрий Мишкин

## Награды и номинации
- 2003 — англ. Polish Film Awards: «Орёл» в категории «Лучший актёр второго плана» за роль в фильме «Пианист» — номинация.